# العلاقات السنغالية الليختنشتانية
العلاقات السنغالية الليختنشتانية هي العلاقات الثنائية التي تجمع بين السنغال وليختنشتاين.

## مقارنة بين البلدين
هذه مقارنة عامة ومرجعية للدولتين:
| وجه المقارنة                                              | السنغال                                              | ليختنشتاين                                 |
| --------------------------------------------------------- | ---------------------------------------------------- | ------------------------------------------ |
| المساحة (كم2)                                             | 196.72 ألف                                           | 16                                         |
| عدد السكان (نسمة)                                         | 15.85 مليون                                          | 37.47 ألف                                  |
| الكثافة السكانية (ن./كم²)                                 | 80.57                                                | 234.19 ألف                                 |
| العاصمة                                                   | داكار                                                | فادوتس                                     |
| اللغة الرسمية                                             | لغة فرنسية، اللغة الولوفية، باديارا ‏، اللغة البلنتية | اللغة الألمانية                            |
| العملة                                                    | فرنك غرب أفريقي                                      | فرنك سويسري                                |
| الناتج المحلي الإجمالي (بليون دولار)                      | 16.37 مليار                                          | 6.29 مليار                                 |
| الناتج المحلي الإجمالي (تعادل القوة الشرائية) بليون دولار | 36.62 مليار                                          |                                            |
| الناتج المحلي الإجمالي الاسمي للفرد دولار أمريكي          | 899                                                  |                                            |
| الناتج المحلي الإجمالي للفرد دولار أمريكي                 | 2.33 ألف                                             |                                            |
| مؤشر التنمية البشرية                                      | 0.466                                                | 0.908                                      |
| رمز المكالمات الدولي                                      | +221                                                 | +423                                       |
| رمز الإنترنت                                              | .sn                                                  | .li                                        |
| المنطقة الزمنية                                           | 00                                                   | توقيت وسط أوروبا، ت ع م+01:00، ت ع م+02:00 |

## منظمات دولية مشتركة
يشترك البلدان في عضوية مجموعة من المنظمات الدولية، منها:
| علم المنظمة | اسم المنظمة                   | تاريخ انضمام السنغال | تاريخ انضمام ليختنشتاين |
| ----------- | ----------------------------- | -------------------- | ----------------------- |
|             | الاتحاد البريدي العالمي       | ?                    | ?                       |
|             | الاتحاد الدولي للاتصالات      | 15 نوفمبر 1960       | 25 يوليو 1963           |
|             | منظمة حظر الأسلحة الكيميائية  | ?                    | ?                       |
|             | منظمة التجارة العالمية        | ?                    | ?                       |
|             | منظمة الشرطة الجنائية الدولية | ?                    | ?                       |
|             | الأمم المتحدة                 | 28 سبتمبر 1960       | 18 سبتمبر 1990          |

## وصلات خارجية
- موقع وزارة الخارجية السنغالية